# Dave Sexton
Pour les articles homonymes, voir Sexton.
Dave Sexton, né le 6 avril 1930 à Londres (Angleterre) et décédé le 25 novembre 2012, est un footballeur anglais, qui évoluait au poste d'attaquant à West Ham United. Il est aujourd'hui principalement connu pour ses succès en tant qu'entraîneur pour différents clubs anglais.

## Palmarès

### Avec West Ham
- Vainqueur du Championnat d'Angleterre de football D2 en 1955.

### Brighton and Hove Albion
- Vainqueur du Championnat d'Angleterre de football D3, Groupe Sud en 1958.

### Avec Chelsea
- Vainqueur de la Coupe d'Europe des vainqueurs de coupe de football en 1971.
- Vainqueur de la Coupe d'Angleterre de football en 1970.
- Finaliste de la Coupe de la Ligue anglaise de football en 1972.

### Queens Park Rangers
- Vice-champion du Championnat d'Angleterre de football en 1976.

### Avec Manchester United
- Vainqueur de la Community Shield en 1977.
- Finaliste de la Coupe d'Angleterre de football en 1979.

### Avec l'équipe d'Angleterre espoirs
- Vainqueur du Championnat d'Europe de football espoirs en 1982 et 1984.